# GNOME Character Map
GNOME Character Map, tidigare känt som Gucharmap är en fri och öppen källkod Unicode-teckenprogram, och en del av GNOME. Programmet gör att tecken kan visas med unicode-block eller skrifttyp. Den innehåller korta beskrivningar av relaterade bokstäver och ibland betydelser av bokstäver i fråga. Gucharmap kan också användas för att mata in eller ange tecken (genom att kopiera och klistra in). Sökfunktionen tillåter användning av flera sökmetoder, bland annat genom unicode-namn eller kodpunkt för tecknet. Det är byggt på GTK + Toolkit och kan köras på alla plattformar som stöds av GTK +. Ett antal textprogram använder Gucharmap för teckeninmatning. 